# Mãnn du Trégor
La mãnn (ou bouteg) est un panier rond à deux anses diamétralement opposées et assez courtes. Elle est fabriquée et utilisée dans le Trégor, et plus particulièrement dans le Léon. 
Les montants de la mãnn sont en bois de châtaignier, noisetier ou en osier, tandis que l’armure est en bourdaine, noisetier, frêne ou osier. 
Le savoir-faire vannier lié à la mãnn du Trégor est inscrit à l’Inventaire du patrimoine culturel immatériel en France.

## Historique
Le territoire armoricain ne permet pas de conserver des traces archéologiques de vannerie (principalement à cause de l’humidité). Ainsi, bien que l’on sache qu’il s’agit d’un savoir-faire très ancien, il est impossible de le dater précisément. Les sources écrites sont rares et ne remontent généralement qu’au XXe siècle.

## Fabrication de lamãnn
Le panier est généralement monté sur un moule rond appelé Ar voul. C’est un disque du bois qui sert de support au montage et tressage « en super » du fond du panier. Le tressage se fait jusqu’à un diamètre de 22 centimètres. Ensuite, le style de tressage change pour terminer le panier, à une hauteur d’environ 22 centimètres également. Vient ensuite la fabrication des bordures avec le bout des brins. Le vannier rajoute ensuite quelques brins, qu’il intègre à la bordure pour fabriquer les deux poignées.